# Gouy-Servins
Gouy-Servins är en kommun i departementet Pas-de-Calais i regionen Hauts-de-France i norra Frankrike. Kommunen ligger i kantonen Sains-en-Gohelle som tillhör arrondissementet Lens. År 2022 hade Gouy-Servins 357 invånare.

## Befolkningsutveckling
Antalet invånare i kommunen Gouy-Servins
| Referens: INSEE |